# Moraleda de Zafayona
Moraleda de Zafayona település Spanyolországban, Granada tartományban. Moraleda de Zafayona Alhama de Granada, Salar, Huétor-Tájar, Villanueva Mesía, Íllora, Pinos Puente, Chimeneas és Cacín községekkel határos. Lakosainak száma 3127 fő (2024).

## Népesség
A település népessége az elmúlt években az alábbi módon változott:
| Lakosok száma | 2739 | 2769 | 3058 | 3136 | 3281 | 3224 | 3187 | 3153 | 3106 | 3127 |
|               | 2001 | 2004 | 2006 | 2009 | 2011 | 2014 | 2016 | 2019 | 2021 | 2024 |